# 虹星桥镇
虹星桥镇是中华人民共和国浙江省湖州市長興縣下辖的一个镇。

## 行政区划
虹星桥镇下辖以下村级行政区划单位：
虹星桥社区、观音村、港口村、厚全村、宋高村、毕家村、刘井村、周村、后羊村、白水村、龙从村、罗家村、谭家村、里塘村、河桥村、西南村、午山村和郑家桥村。